# 宋連勇
宋連勇（Sung Lin Yung Stephen，1965年5月7日—），出生於中國天津，已退役的香港職業足球員，曾代表中青隊參加1985年世青賽。1993年到香港發展，並且成為首位入選香港足球代表隊的國援球員，出戰1998年世界盃外圍賽。

## 足球生涯
宋連勇出生於天津，是80年代天津足球的標誌性人物，球隊的主力邊鋒，同左樹聲、陳金剛、呂洪祥、段舉、霍建霆、山春季等球星共同締造了天津足球的全盛時代。曾經入選中青隊，是參加1985年世青盃足球賽的主力球員，幫助球隊打進8強，自己也有一球進賬，當年隊友有高洪波、高仲勳、宮磊、徐弢等。宋連勇於1993年全运会后離開天津到香港發展，加盟香港甲組足球聯賽老牌球會南華，宋連勇其後入選香港足球代表隊，成為首名入選香港隊的國援球員，出戰1998年世界盃外圍賽。 1998年改效星島，惟星島於1999年8月宣布退出聯賽，宋連勇遂轉效快譯通，至2001年結束球員生涯。

## 個人榮譽
- 香港足球明星選舉最佳十一人 一次(1996-97季度)